# 回購領展
回購領展是一個政治訴求，即要求香港政府出資以回購股份或回購資產等手段，回購領展房地產投資信託基金（「領展」）。領展的資產主要由公屋商場私有化而來，加租及趕走小租戶等問題造成不少民怨。第4任特首林鄭月娥曾稱領展為民生「三座大山」之一，並對之「束手無策」。然而，香港各大政黨及眾多民間壓力團體皆提倡，解決方法之一為「回購領展」。

## 背景

### 領展成立背景
香港政府曾以各種模式進行公共資產私有化，當中包括公屋出售、港鐵上市、隧道公私合營等，更曾提出機場第三條跑道全面私有化 。在此背景下，房委會以2002年停建、停售居屋造成的短期財務危機為契機，開展出售180個公屋及居屋商場及停車場物業之計劃。 房委會將這批物業，出售予2004年成立的領匯房地產投資信託基金 －「領匯」（於2015年易名為「領展」），再以一股不留的形式進行上市集資。2004年12月，領匯股價為10.8元，集資250億
，最終因公屋居民提出司法覆核而被迫擱置。2005年，領匯當時市值220億，每股定價10.3元。2019年五月，公司市值近2000億，一股市值曾一度迫近破百
。政府當年以過低價出售公共資產之誤，目前備受批評。
同樣，領展被指無心保障小商戶或為居民提供適切服務。2004年終審法院指，領匯上市並無違反《房屋條例》中，房委會須向市民「確保提供」購物、泊車服務的規定。然而，領匯自2005年以「資產提升」手段將重點商場高檔化及引入連鎖店
，並自2014年起進行物業組合重整，轉售共56個商場及停車場物業，出現散戶管理混亂、拆售車位套現的情況。
2014年8月證監會放寬《房地產投資信託基金守則》，容許基金以資產總值25%投資空置土地（不需產生定期租金收入的房地產項目），又放寬資產總值10%可用作投資於物業發展及購買未完成單位 ，使領展更積極轉型為地產發展商。
政府自稱面對領匯的問題束手無策，引起民間及政黨要求回購領展的訴求。政府未有積極巡查已出售物業有否遵守地契規定，又認為無法對已出售物業進行立法規管。然而，政府以不同理由於2008及2012兩度回應，指回購並不可行。 
不過，主流民意及政黨意見轉向支持回購，2018年理工大學進行的民調中，七成半受訪者支持回購，而民建聯、工聯會等與政府友好的政黨，都公開表示政府應考慮策略性回購。

### 領展發展方向
領展最近對於房委會出售物業的發展方向，日益專注增值重點資產，轉售低回報資產。證監會條例放寬以後，領展更開始收購香港地皮作發展，如2015年與南豐集團投得作辨公室商廈的觀塘「海濱匯」。同時，領展更積極將中國投資比例上限，由12.5%提升至20%。
領展積極收購高回報物業作機構轉型，跟房委會轄下商場、街市及停車場，為公屋及居屋市民提供適切服務的定位，非常不同。以上策略的核心目標為租值最大化，上市以來，領展的租金升幅超越市場平衡數，租戶續租率亦顯著下跌。以上的策略，使領展每股股價在2019年將近破百。2012年政府回應回購領展訴求時，指自由市場競爭可有效監察領展租金升幅，達致「社會企業」的說法，有待商榷。按立法會文件指，領展已出租內部樓面面積中，每平方呎平均每月租金
「由 2005-2006 至 2016-2017 年度累計上升 132%，年均增長率為 7.9%，高於私人零售業樓宇租金指數的升幅。2005-2006 至 2009-2010 年度5 年間，租戶續租率由 93.4%顯著下跌至 71.4%」。

## 可研究的回購方向

### 回購物業
政府可主動與領展談判，對領展最不願花錢改善，即最缺乏服務及設施的「死場」作策略性物業回購。2018年《財政預算案》中，財政司司長陳茂波擬撥款200億元，以購入60個物業作社福用途，2018年領展出售旗下12個商場才以120.1億成交。有意見指政府可以重新發展商場的模式加建樓層，長遠增加社福用地供應。
國際案例
- wikiversity:全球回購公共資產新趨勢#英國回購公屋

### 回購股份
香港政府現時沒有持用領展任何股份或基金單位，而回購領展，要有控制性的股權，不一定需要全數回購。現時領展沒有控股股東，私人及機構投資者分散，主要股東為共持約13%股權的貝萊德（8.99%）及美國資本集團（7.03%）（截至2018年10月24日）。表面上看，以2019年物業估值2150億元 （2019年7月)計，政府用約500億元購入25%的股權，便可有重大的決策權。有團體建議政府進行「投資性回購」，即以未來基金增持領展股權：基金一半放在外匯基金內，主打私募股權及境外物業投資；另一半則投放於外匯基金「投資組合」或其他投資產品，投資組合無需公開披露，可作回購領展的一個策略。 
國際案例
- wikiversity:全球回購公共資產新趨勢#2011年柏林水務公司回購
- wikiversity:全球回購公共資產新趨勢#阿根廷YPF油業國有化